# Kenean Buel
Kenean J. Buel (28 de mayo de 1880-5 de noviembre de 1948) fue un director, guionista y actor de nacionalidad estadounidense, activo en la época del cine mudo.

## Biografía
Su verdadero nombre era John William Adams, nació en Springfield, Kentucky. Se inició en el teatro, decidiendo abrirse camino en la ciudad de Nueva York, donde fue contratado por la Kalem Company en 1908 para trabajar como director bajo la tutela de Sidney Olcott. Buel formó parte de un pionero equipo de Kalem que rodó en Florida en los meses de invierno y en el otoño de 1910. La organización Kalem, en continua expansión, le mandó a dirigir un equipo de rodaje en California.
Tras dirigir más de cincuenta películas para Kalem, incluyendo una protagonizada por Alice Joyce, Buel firmó un contrato con Fox Film Corporation en 1915, rodando para esa empresa otras diecisiete cintas. En 1919 también dirigió para una compañía independiente, rodando su último film en 1920.
Kenean Buel falleció en Nueva York en 1948.

## Selección de su filmografía

### Director
- As You Like It (1908)
- Chief Blackfoot's Vindication
- The Legend of Scar-Face
- The Call of the Blood
- The Japanese Spy
- Spotted Snake's Schooling
- Big Elk's Turndown
- Mexican Filibusters
- By the Aid of a Lariat (1911)
- The Mexican Joan of Arc (1911)
- On the Warpath (1911)
- When the Sun Went Out (1911)
- The Express Envelope
- The Flash in the Night
- Battle of Pottsburg Bridge
- A Spartan Mother
- Victim of Circumstances
- Tide of Battle
- War's Havoc
- Under a Flag of Truce (1912)
- The Drummer Girl of Vicksburg
- The Colonel's Escape (1912)
- The Filibusterers
- The Bugler of Battery B, codirigida con George Melford (1912)
- The Siege of Petersburg
- Kentucky Girl
- Saved from Court Martial, codirigida con George Melford  (1912)
- The Darling of the CSA
- A Railroad Lochinvar
- The Confederate Ironclad
- His Mother's Picture
- The Girl in the Caboose
- The Pony Express Girl
- Battle in the Virginia Hills
- The Water Rights War
- The Farm Bully
- A Race with Time
- The Toll Gate Raiders
- A Treacherous Shot
- A Sawmill Hazard
- A Desperate Chance (1913)
- The Turning Point (1913)
- The Battle of Bloody Ford
- The Exposure of the Land Swindlers
- The Infamous Don Miguel
- Captured by Strategy
- John Burns of Gettysburg
- The Gypsy's Brand
- Shenandoah (1913)
- Uncle Tom's Cabin, codirigida con Sidney Olcott (1913)
- Wolfe; Or, The Conquest of Quebec
- Nina o' the Theatre (1914)
- Home Run Baker's Double (1914)
- The Weakling (1914)
- The Beast (1914)
- Kit, the Arkansaw Traveler (1914)
- The Old Army Coat (1914)
- The Brand (1914)
- The Mystery of the Sleeping Death (1914)
- The Green Rose (1914)
- The Viper (1914)
- Fate's Midnight Hour (1914)
- The Girl and the Stowaway (1914)
- The Lynbrook Tragedy (1914)
- The Riddle of the Green Umbrella (1914)
- The Theft of the Crown Jewels (1914)
- The Price of Silence (1914)
- The School for Scandal (1914))
- The Mayor's Secretary (1914)
- Cast Up by the Sea (1915)
- The Leech (1915)
- The Swindler (1915)
- Her Supreme Sacrifice (1915)
- The White Goddess (1915)
- Unfaithful to His Trust (1915)
- The Girl of the Music Hall (1915)
- The Second Commandment (1915)
- The Face of the Madonna (1915)
- An Innocent Sinner (1915)
- The Lure of Mammon (1915)
- Wife for Wife (1915)
- When the Mind Sleeps
- The Bondwoman
- The Runaway Wife
- The Marble Heart (1916)
- Blazing Love (1916)
- Hypocrisy (1916)
- Daredevil Kate
- The War Bride's Secret
- The Bitter Truth
- The New York Peacock
- She (1917)
- Two Little Imps (1917)
- Trouble Makers
- American Buds (1918)
- We Should Worry (1918)
- Doing Their Bit (1918)
- The Woman Who Gave (1918)
- Woman, Woman! (1919)
- A Fallen Idol (1919)
- My Little Sister (1919)
- The Veiled Marriage
- The Place of the Honeymoons

### Guionista
- Home Run Baker's Double
- Unfaithful to His Trust, de Kenean Buel (1915)
- Trouble Makers
- American Buds, de Kenean Buel (1918)
- We Should Worry, de Kenean Buel (1918)
- Doing Their Bit, de Kenean Buel (1918)
- The Woman Who Gave, de Kenean Buel (1918)
- Woman, Woman!, de Kenean Buel (1919)
- My Little Sister, de Kenean Buel (1919)